# バターナットノキ
バターナットノキ(butter-nut)は、ブラジル、コロンビア、コスタリカ、ガイアナ、パナマ、ベネズエラが原産の果実をつける植物である。
湿った森林で育つカラフルな木は35mの高さになる。花は雌雄同体の小さな房状である。ココナッツほどの大きな果実は、重さ約3kgになり、直径10-15cmの球形か洋ナシ型で、色は灰色から茶色である。外皮は厚さ約1mmの皮状で、錆色の皮目で覆われている。ブリタニカ百科事典第11版（1911年）では、「恐らくナッツと呼ばれる果実の中で、最も素晴らしい。仁は大きくて柔らかく、いくらか似ている味のアーモンドよりも甘い。」と記されている。
中果皮の果肉は油が多く粘着質で、1-4個の、いぼのある堅い核果を持つ。内果皮は腎臓の形で味が良く、生またはローストして食べられ、また不乾性油が作られる。木材は耐久性があり、ボート製造に用いられる。ナッツから正しく絞られた油からは、癒しのバームができる。
この種は、1827年に出版されたカーティス・ボタニカル・マガジン第54巻で描かれ、議論された。plates 2727 and 2728の写真は、ランズダウン・ギルディングがセントビンセント島から送った材料を使っている。